# Cascina Monterobbio
La cascina Monterobbio è una cascina di Milano, situata nella zona della Barona, nel Municipio 6 e fa parte del Parco Agricolo Sud.

## Storia
Originariamente l'area di pertinenza ricomprendeva tutta la zona dove è stato edificato il quartiere Sant'Ambrogio e l'ospedale San Paolo e la stazione della metropolitana Famagosta e ha conservato la sua funzione produttiva rurale fino agli anni cinquanta. Originariamente (secolo XVI) a forma di T, ha assunto poi nel secolo XVII la caratteristica, inusuale nei dintorni di Milano di un doppio cortile: uno padronale ed abitativo, l'altro con vocazione produttiva.
Il nome della cascina, deriva da Mons Robur (Monte Quercia) legato alla presenza di un bosco sacro di querce che si suppone si estendeva sino a Santa Maria di Chiesa Rossa. Nei censimenti del 1597 risulta di proprietà delle Monache di Fonteggio, che avevano la Chiesa Rossa e le relativa proprietà agricola. Le due proprietà erano congiunte da un passaggio sotterraneo che sottopassava il naviglio. La Direzione Regionale per i Beni Culturali e Paesaggistici della Lombardia ha dichiarato la cascina di interesse storico e artistico. È provato che vi ha soggiornato Napoleone Bonaparte il pittore Hayez che è ritenuto l’autore degli affreschi presenti. Secondo alcune fonti il proprietario della cascina avrebbe in parte coperto i dipinti e si sarebbe rifiutato di pagare il pittore perché insoddisfatto dell'opera.
Nel 2017 il Comune di Milano, che è il proprietario della cascina, ha emanato un bando per affidare la gestione del recupero del bene.